# Hénoc Kiyombo
Hénoc Kiyombo, né le 18 octobre 1999 (Kalemie, république démocratique du Congo) est un acteur congolais,,. Il est notamment connu pour son interprétation dans le film La manie du vieux Mafieux écrit et réalisé par lui-même, c'est un court métrage, projet pilote annonçant la venue d'une série de films´,,.

## Biographie
Hénoc Kiyombo tombe précocement dans la comédie. En effet, dès son jeune âge, sixième d’une fratrie de sept enfants, il est le facétieux de la famille et de son école,. Il était devenu celui à qui l’on pensait à chaque fois qu’on organisait une activité ludique à l’école où à l’église. Il s’appropriait avec beaucoup d’amour les différents rôles qui lui étaient attribués,.

## Filmographie

### Cinéma
Sauf indication contraire, les informations mentionnées dans cette section peuvent être confirmées par les bases de données cinématographiques IMDb et Allociné,  présentes dans la section « Liens externes ».

#### Courts métrages
- 2020 : La manie du vieux mafieux[11]
- 2020 : Lifuti [12]
- 2021 : Kibutu
- 2021 : Jeu mundele
- 2022 : Œil pour œil